# Skattekiste
En skattekiste eller skatkiste er en kiste indeholdende en skat, og er et almindeligt anvendt element i eventyr og fortællinger om pirater. En skattekiste kan være af stor eller lille størrelse og afhængigt af fortællingen kan den være skjult eller nedgravet, eller den kan være opbevaret under bevogtning. Ikke sjældent findes der et skattekort, der mere eller mindre direkte viser vej til skatten. 